# Pentatlón aeronáutico
El pentatlón aeronáutico es un acontecimiento deportivo relacionado con los Juegos Mundiales Militares. A pesar de denominarse «pentatlón», el evento tiene seis deportes: tiro, esgrima, orientación, habilidades de baloncesto, carrera de obstáculos y natación. La idea es preparar a los soldados del Ejército del Aire para eludir al enemigo. Generalmente solo participa el personal de las fuerzas aéreas.
Los deportes intentan basarse en aspectos aplicables a la aptitud en vuelo, como habilidades de tiro o baloncesto que requieran una coordinación entre la mano y el ojo y combate cuerpo a cuerpo, como la esgrima. También ha una competición basada en la orientación, pero esta no puntúa. Durante 1950 volaban aeronaves militares durante los eventos deportivos, las cuales debían tener una precisión exacta para cruzar la línea de meta al mismo tiempo que llegaba el primer corredor.
El deporte comenzó en 1948 y hay campeonatos mundiales del pentatlón militar aeronáutico. Suecia es el país que más títulos acumula. 
En España se llevó a cabo un pentatlón aeronáutico en la Academia General del Aire en Santiago de la Ribera, en donde las avionetas de enseñanza Tamiz E-26 pasaban con la salida de cada periodo.